# Superkubak Belarusi 2010
La Superkubak Belarusi 2010 è stata la 1ª edizione di tale competizione. Si è disputata l'8 marzo 2010 a Minsk. La sfida ha visto contrapposte il BATE, vincitore della Vyšėjšaja Liha 2009 e il Naftan, trionfatore nella Kubak Belarusi 2008-2009.
Il BATE si è aggiudicato l'edizione pilota grazie al successo maturato ai tiri di rigore.

## Tabellino
| Arbitro: | Sergey Sakharevich (Hrodna) |

|                                                |                      |                                             |
| Goharyan Alumona Kancavy Nyakhaychyk Stasevich | Tiri di rigore 3 – 2 | Žukoŭski Zyluew Harbachow Juvenal Palicevič |